# Jan Ciągliński

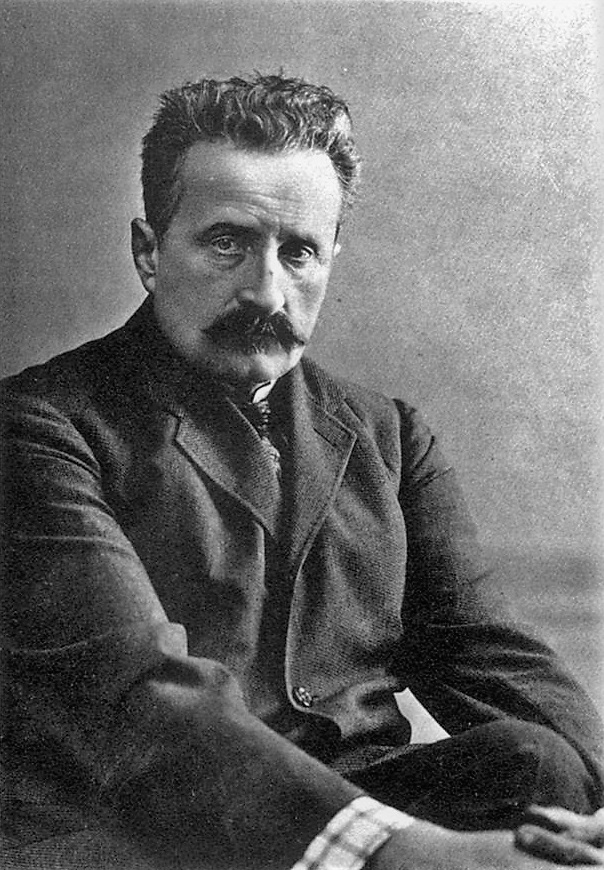
Jan Ciągliński (um 1910)

Jan Ciągliński (russisch Ян Францевич Ционглинский, deutsche Transkription Jan Franzewitsch Zionglinski; * 8. Februarjul. / 20. Februar 1858greg. in Warschau, Kongresspolen; † 24. Dezember 1912jul. / 6. Januar 1913greg. in Sankt Petersburg) war ein polnischer Maler im Russischen Kaiserreich. Er gilt als Vorläufer des russischen Impressionismus.

## Leben
Ciągliński studierte die Malerei von 1879 bis 1885 an der Akademie der Bildenden Künste in Sankt Petersburg. Ciągliński wurde in Sankt Petersburg auch Dozent an der Zeichenschule der Gesellschaft zur Förderung der Künste. 1894 setzte er seine Ausbildung in Paris fort. Inspiration suchte er auf Reisen durch Europa, Nord-Afrika und den Nahen Osten. Ab 1902 unterrichtete er an der Hochschule für Kunst der Akademie für Bildende Künste. Einer seiner Schüler war Stepan Nadolski. Im Jahr 1906 erhielt den Titel eines Akademikers und 1911 wurde er Mitglied der Akademie und ordentlicher Professor. Er hat auch eine eigene private Malschule und war Mitbegründer der Kunst-Gruppe Mir Iskusstwa.
Ciągliński malte Landschaften, orientalisch anmutende Gemälde mit starkem symbolischen Ausdruck, figurale Kompositionen und Porträts. Er gilt als der erste impressionistische Maler Russland.

## Porträts
- Pjotr Tschaikowski
- Sergei Rachmaninow
- Anton Rubinstein
- Józef Hofmann
- Leopold Godowski
- Frédéric Chopin

Bilder
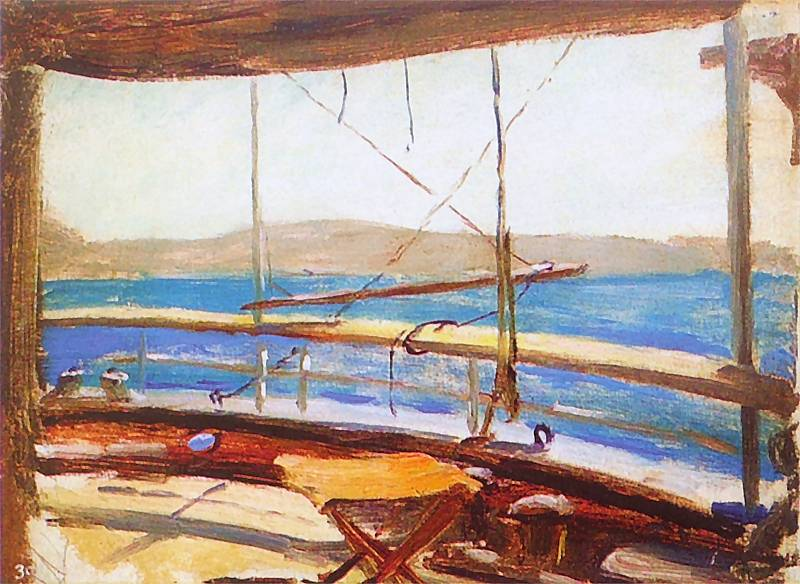
Konstantinopel (1893)
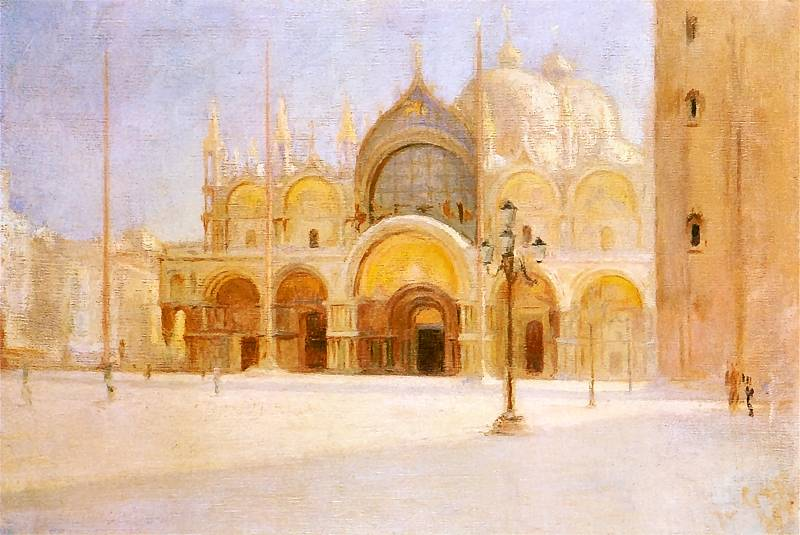
Markusplatz (1894)
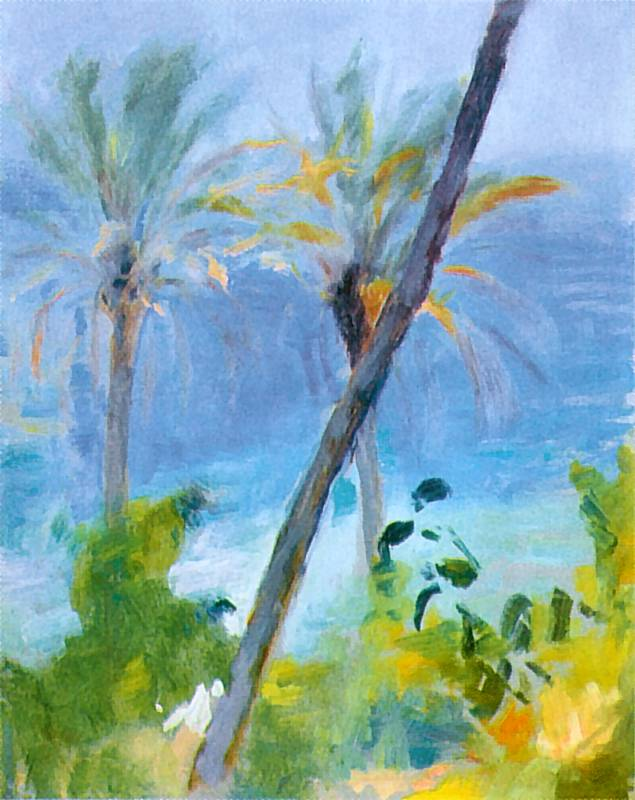
Giardino Garnier in Bordighera (1894)
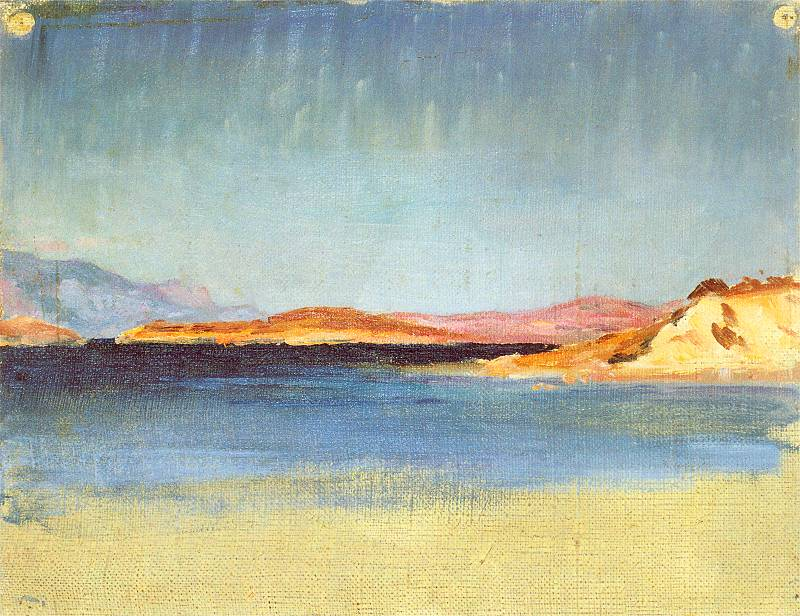
Palästina (1901)
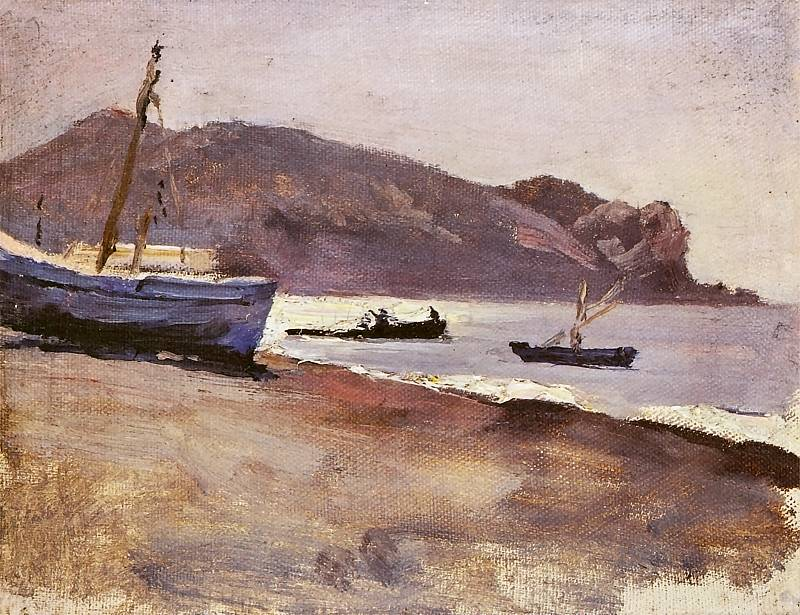
Sudak auf der Krim (1904)
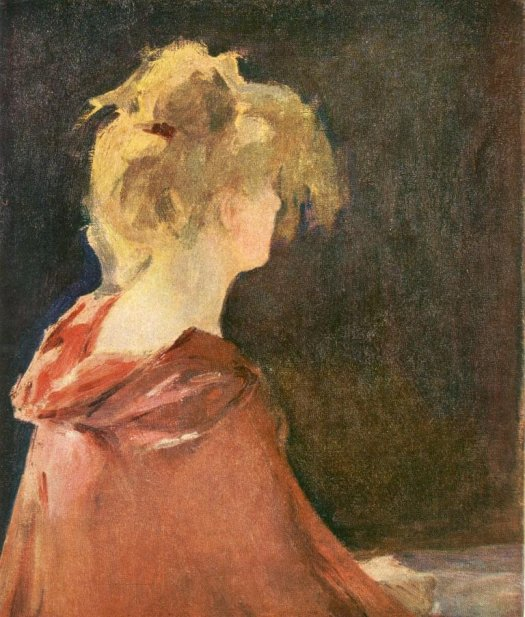
Róża herbaciana (1905)